# Макгадікгаді (западина)
Макгадікгаді — безстічна западина у Ботсвані, Південна Африка.
Розташована на висоті близько 900 м над рівнем моря. Велику частину западини займають солоні озера Соа і Нтветве, що перетворюються в суху пору року на солончаки. Макгадікгаді — одно з найбільших соляних озер на Землі, займає перше місце у світі по запасах поташу. У западині знаходиться дельта річки Окаванго.
Колись в западині було велике озеро, що покривало територію понад 80 000 км² і мало глибину 30 м. У озеро впадали такі річки, як Окаванго, Замбезі, Квандо. Почало висихати близько 10 000 років тому.

## Місцезнаходження та опис
У Макгадікгаді розташований національний парк.
Западина розташована на південний схід від дельти Окаванго і оточена пустелею Калахарі, Макгадікгаді технічно являє собою не одну улоговину, а багато улоговин з піщаною пустелею між ними, найбільшими з яких є улоговина Суа (Сова), Нтветве і Нксай. Найбільша окрема улоговина має площу близько 4 921,0 км2. Для порівняння, Салар-де-Уюні в Болівії - це єдина соляна рівнина площею 10 619,0 км2, рідко має багато води і, як правило, вважається найбільшою соляною улоговиною у світі. Суха, солона, глиняна кірка більшу частину року сезонно покривається водою і травою, а потім стає притулком для птахів і тварин у цій дуже посушливій частині світу. Клімат жаркий і сухий, але з регулярними щорічними дощами.
Основним джерелом води є річка Ната, яка в Зімбабве називається Аманзаньяма, де вона бере початок в Сандауні приблизно за 59,5 км від Булавайо. Менша кількість води постачається річкою Ботеті з дельти Окаванго.
Ці соляні улоговини покривають 16 057,9 км2 в басейні Калахарі і утворюють ложе стародавнього озера Макгадікгаді, яке випарувалося багато тисячоліть тому. Археологічні розкопки в улоговині Макгадікгаді виявили присутність доісторичної людини завдяки численним знахідкам кам'яних знарядь праці; деякі з цих знарядь були датовані досить рано, щоб встановити їх походження раніше епохи Homo sapiens[3]. Пастухи випасали тут худобу, коли вода була більш рясною на початку голоцену.
Найнижче місце в басейні - Суа Пан з висотою 2,920 футів.

## Геологія
Коли прабатьківське озеро Макгадікгаді зменшилося, воно залишило реліктові берегові лінії, які найбільш очевидні в південно-західній частині басейну. Коли озеро зменшилося, утворилися численні менші озера з поступово меншими береговими лініями. Реліктові берегові лінії на висотах 3100 футів і 3018 футів можна побачити в основному легко на хребті Гідікве, на захід від річки Ботеті.
Геологічні процеси, що стоять за формуванням басейну, недостатньо вивчені. Передбачається, що відбулося пологе викривлення земної кори з супутньою м'якою тектонікою та пов'язаними з нею розломами; однак жодних значних розломів на межі плит не виявлено. Основна вісь грабена, що розвивається, пролягає з північного сходу на південний захід.
Острів Кубу та острів Кукоме - магматичні скельні "острови" в соляній рівнині Суа-Пан. Острів Кубу лежить в південно-західному квадранті Суа-Пан, містить ряд баобабів і охороняється як національний пам'ятник.

## Загрози і збереження
Соляні озера доволі негостинні і тому людське втручання було невеликим завдяки цьому вони значною мірою непотривожені, хоча навколишні землі використовуються для випасання і деякі ділянки було огороджено, що зупиняє міграцію диких тварин. Поточне комерційне видобування солі і кальцинованої соди почалось у 1991, також наявні плани водовідведення від річки Ната для зрошення, що завдасть значної шкоди місцевій екосистемі. Інша небезпека це використання квадроциклів і позашляховиків туристами, що шкодить колоніям фламінго, що розмножуються тут. Незаконне полювання в національних парках це постійна проблема.